# Universität für Landwirtschaft und Veterinärmedizin Obihiro
Koordinaten: 42° 52′ 33,6″ N, 143° 10′ 23,5″ O

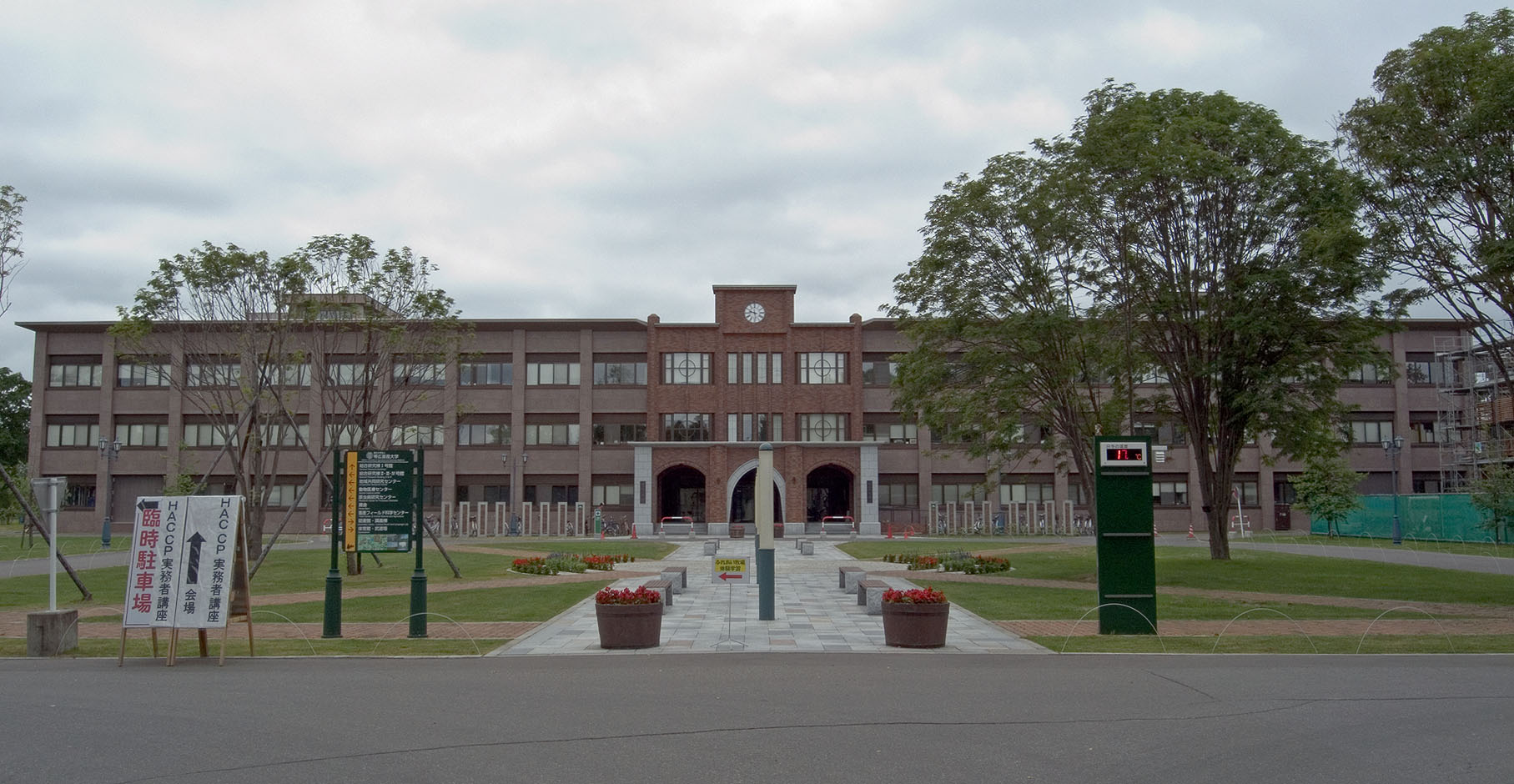
General Research Bldg. I (2009)

Die Universität für Landwirtschaft und Veterinärmedizin Obihiro (jap. 帯広畜産大学, Obihiro chikusan daigaku, wörtlich „Universität für Tierhaltung Obihiro“; engl. Obihiro University of Agriculture and Veterinary Medicine, kurz: Obichiku (帯畜)) ist eine staatliche Universität in Obihiro, Hokkaidō (Japan).
Sie wurde 1941 als Höhere Veterinärschule Obihiro (帯広高等獣医学校, Obihiro kōtō jūi gakkō) gegründet. 1944 wurde sie in Fachschule für Veterinärmedizin und Tierhaltung Obihiro (帯広獣医畜産専門学校) umbenannt, 1946 dann in Landwirtschaftsfachschule Obihiro. 1949 entwickelte sie sich zur Universität für Landwirtschaft und Veterinärmedizin Obihiro (Abteilungen: Veterinärmedizin und Milchwirtschaft). 1967 gründete sie die Masterstudiengänge, 1990 dann die Doktorkurse (Sie nahm an der Vereinigten Graduate School der Universität Gifu teil). 2006 gründete sie die unabhängige Doktorkurse. Seit dem April 2022 wird sie (neben der Handelshochschule Otaru und der Technischen Universität Kitami) vom Hokkaido National Higher Education and Research System (国立大学法人 北海道国立大学機構) verwaltet.

## Fakultäten
- Fakultät für Tierhaltung (畜産学部, School of Agriculture and Animal Science)
  - Abteilung für Kooperative Veterinärmedizin (共同獣医学課程, School of Cooperative Veterinary Medicine, 6-jährig)
  - Abteilung für Tierhaltungswissenschaft (畜産科学課程, School of Agriculture, 4-jährig)